# Huracán Isaac
El huracán Isaac amenazó a Nueva Orleans en Estados Unidos. El noveno ciclón tropical y octava tormenta con nombre de la temporada 2012 de huracanes del Atlántico. Isaac, desarrollado a partir de un onda tropical que se encontraba al este de las Antillas Menores el 21 de agosto. A pesar de la desorganización inicial, Isaac logró fortalecerse y convertirse en una tormenta tropical más tarde ese día. El 28 de agosto, Isaac logró convertirse en un huracán categoría 1 con vientos de 76 mph.

## Historia meteorológica

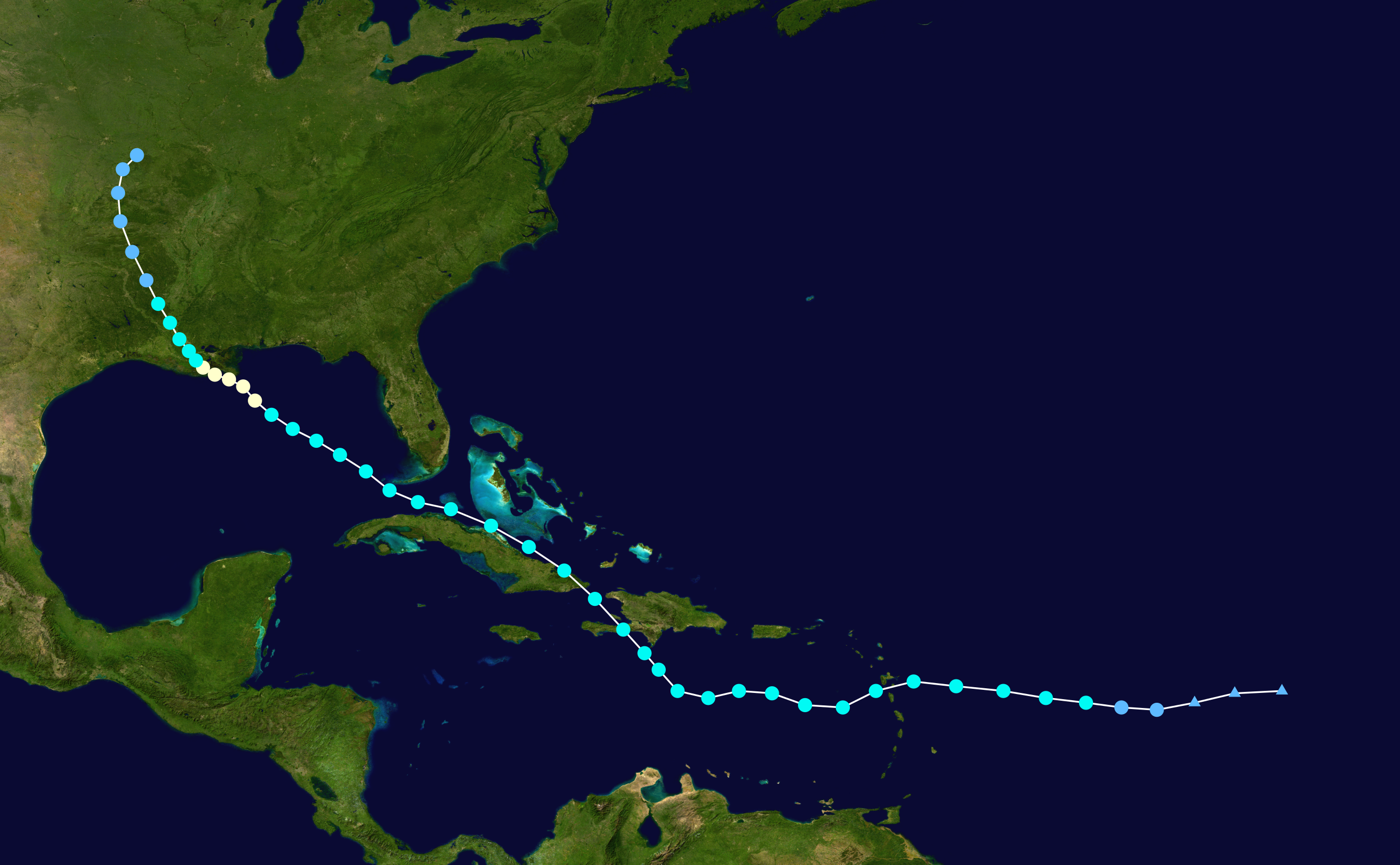
Trayectoria de Isaac.

Una onda tropical cruzó la costa occidental de África entre el 15 y 16 de agosto. Más tarde ese mismo día y temprano el 17 de agosto, el sistema comenzó a desarrollar más la convección, mientras se ubicaba al oeste de Sierra Leona. Como resultado, el Centro Nacional de Huracanes (NHC) comenzó a monitorear el sistema en el Tropical Weather Outlook (TWO). A partir de entonces, su organización se detuvo brevemente, aunque en las primeras horas del 18 de agosto su convección asociada se hizo más concentrada. Al día siguiente, la onda alcanzó la "alta" probabilidad de  ciclogénesis tropical. Entre comienzos del 19 de agosto y principios del 21 de agosto hubo una mejora estructural mínima a pesar de que había aumentado la probabilidad de desarrollo. Al 21 de agosto, el sistema se había desarrollado lo suficientemente por lo que el CNH empezó a emitir advertencias sobre la Depresión Tropical Nueve, a la vez, la depresión se encontraba a unas 715 millas (1.150 kilómetros) al este de la Islas de Sotavento, moviéndose hacia el oeste al sur de una gran cresta. Las condiciones fueron en general favorables para una mayor intensificación, con la excepción del lado noreste de la cizalladura del viento.
En la tarde del 21 de agosto, una misión de un caza huracanes a nivel de vuelo encontró vientos de 51 mph (84 km / h), y sobre esta base, el NHC la elevó de depresión a tormenta tropical Isaac. A pesar de su intensificación, la tormenta estaba desorganizada, en la cual cuyo centro se ubicaba muy al fondo al norte de la convección. La circulación se alargó temprano el 22 de agosto, por lo que la tormenta empezó a absorber aire más seco en su cuadrante noreste. Más tarde ese día, el área de baja presión pasó justo al sur de Guadalupe y en el mar Caribe. El aire seco siguió obstaculizando su convección, aunque Isaac gradualmente empezó a organizarse mejor.
A las 8 a. m. EDT (1200 UTC) 26 de agosto, la tormenta tropical Isaac se encontraba a 25 millas náuticas de 23°30′N 80°00′O / 23.5, -80, alrededor de 135 mi (220 km) al este-sureste de Cayo Hueso, Estados Unidos y a alrededor de 155 mi (245 km) al este de la Habana Cuba. Los vientos máximos sostenidos fueron de 55 nudos (65 mph, 100 km / h), con ráfagas más fuertes. La presión central mínima fue de 995 mbar (hPa; 29,38 InHg), y el sistema se movió al oeste-noroeste a 17 nudos (20 mph, 31 km / h). Los vientos de la tormenta tropical se extendieron hacia afuera hasta 205 millas (335 km) desde el centro de Isaac.

## Preparaciones

### Antillas Menores
Tras el primer aviso a las 09.00 UTC del 21 de agosto, un aviso de tormenta tropical fue emitido para las Islas Vírgenes Británicas, Puerto Rico y las Islas Vírgenes Estadounidenses, así como Saba, San Eustaquio y Sint Maarten. Además, una advertencia de tormenta tropical entró en vigor el Isla de Antigua, Barbuda, Dominica, las dependencias de Guadalupe, Montserrat, Isla Nieves, Isla de San Cristóbal y la Isla de San Martín. Alrededor de las 9:10 UTC, el Gobierno de Anguila emitió una advertencia de tormenta tropical para Anguila Más tarde ese mismo día, estaba en efecto un aviso de tormenta tropical para Saba, San Eustaquio y San Martín y más tarde fue aumentada a una alerta de tormenta tropical. Al mismo tiempo, el Gobierno de Francia emitió una advertencia de tormenta tropical para Martinica. Temprano el 22 de agosto, el aviso de tormenta tropical para las Islas Vírgenes Británicas, Puerto Rico,  y las Islas Vírgenes Estadounidenses pasó a una alerta de tormenta tropical. Alrededor de ese tiempo, una alerta de huracán fue emitida también para Puerto Rico y las Islas Vírgenes de Estados Unidos.

### Antillas Mayores y las Bahamas
A las 0900 UTC del 22 de agosto de las Gobierno de la República Dominicana emitió una advertencia de tormenta tropical a lo largo de la costa norte de la República Dominicana, desde la frontera internacional con Haití hacia el este de la Isla Saona. Al mismo tiempo, una alerta de huracán se puso en marcha en la costa sur y se extendía desde la frontera de la República Dominicana y Haití hacia el este hasta la Isla Saona. En la Base Naval de la Bahía de Guantánamo, un juicio de cinco prisioneros, quienes presuntamente planearon los atentados del 11 de septiembre, fue pospuesto porque Isaac se acercaba.
A las 10.30 UTC del 24 de agosto, el Gobierno de Jamaica emitió una advertencia de tormenta tropical para toda la isla de Jamaica. Temprano al día siguiente, el Servicio Meteorológico de las Islas Caimán emitió un aviso de tormenta tropical a las Islas Caimán. Varias horas más tarde del 25 de agosto, se interrumpieron los avisos de tormenta tropical para Jamaica y las Islas Caimán.

### Estados Unidos
A las 21.00 UTC del 24 de agosto, un aviso de tormenta tropical se emitió  para toda la Florida al sur de Jupiter Inlet, en la costa este y el sur de Bonita Springs, sino que también incluyó al lago Okeechobee y los Cayos de la Florida. Temprano al día siguiente, el aviso de tormenta tropical pasó a ser una advertencia, mientras que en los Cayos de la Florida y la parte continental desde Ocean Reef a Bonita Springs estaba ahora bajo aviso de huracán. Más al norte, un aviso de tormenta tropical se emitió desde Jupiter a Sebastian Inlet. Más tarde, el 25 de agosto la alerta de huracán se cambió a una advertencia, mientras que un aviso de huracán separado se emitió desde Golden Beach hacia el sur.
Isaac también planteaba una amenaza a la Convención Nacional Republicana de 2012, que se celebra en Tampa, Florida durante la semana del 27 de agosto de 2012. De acuerdo con el portavoz de la Convención Nacional Republicana James Davis, los funcionarios habían estado coordinando con el Servicio Secreto de los Estados Unidos, si los más de 50.000 políticos, delegados y periodistas requerían de evacuación. La Convención Nacional Republicana fue cambiada al 28 de agosto de 2012 debido a que las tormentas amenazaban la costa de Tampa. Los precios de jugo de naranja también aumentaron debido a la amenaza de la tormenta en la Florida, que produce más del 75 por ciento de los cultivos de naranja en los Estados Unidos. El 25 de agosto, el gobernador de la Florida Rick Scott declaró el estado de emergencia para el estado de Florida antes la llegada de la tormenta tropical Isaac. Amtrak suspendió los servicios de trenes Meteor Silver y Silver Star desde Orlando a Miami el domingo 26 de agosto.
El 25 de agosto, el presidente de la Convención Nacional Republicana de 2012 Reince Priebus anunció que la convención sólo se reuniría durante un corto periodo de tiempo el 27 de agosto y que regresaría "inmediatamente hasta la tarde del martes, 28 de agosto". Al mismo tiempo, el gobernador Scott anunció que no asistiría a la convención, junto con el gobernador de Alabama Robert J. Bentley.

## Impacto

### Antillas Menores
En Martinica, un meteorólogo reportó por lo menos 3 pulgadas (76,2 mm) de lluvia. Una fatalidad indirecta ocurrió en Puerto Rico luego de que una mujer de 75 años de edad, se cayó de un balcón del segundo piso en Bayamón mientras se preparaba para la tormenta. En Naguabo, inundaciones costeras menores se habían traducido en el cierre de una carretera como mínimo. Dispersos cortes de energía generalizados fueron confirmados también en todo Puerto Rico.

### Antillas Mayores
Isaac atravesó al sur de la península de Haití, provocando inundaciones y al menos siete muertes. Una mujer y un niño murieron en la ciudad de Souvenance, y una niña de 10 años murió en Thomazeau cuando una pared cayó sobre ella, según el director de la Oficina de Protección Civil de Haití. Un niño de siete años murió electrocutado en la ciudad de Gonaives, La tormenta afectó a las regiones que fueron afectadas por el terremoto de Haití de 2010. Nada menos que 5.000 personas fueron evacuadas debido a las inundaciones, mientras decenas de tiendas de campaña en campos de refugiados del terremoto se las llevó el viento y al menos 300 casas fueron inundadas en la barriada de Cité Soleil en  Puerto Príncipe. Los Médicos Sin Fronteras anunciaron que preveían un aumento en los casos de cólera debido a las inundaciones y se preparaban para recibir a más pacientes. El presidente Michel Martelly canceló su viaje a Japón para coordinar los esfuerzos de respuesta de emergencia y visitar a residentes junto con el primer ministro Laurent Lamothe.
Las autoridades de la República Dominicana evacuaron casi 7.800 personas de las zonas bajas, y al menos 10 asentamientos rurales quedaron incomunicados por las inundaciones. Algunas partes de la capital Santo Domingo se quedaron sin electricidad durante el apogeo de la tormenta. No hubo reportes de víctimas, pero al menos 49 viviendas fueron destruidas en todo el país.
El centro de la tormenta cruzó Cuba 28 millas (45 kilómetros) al oeste de Maisí, la punta del extremo oriental de la isla, según la televisión estatal. En Baracoa, la electricidad fue cortada como medida preventiva, y al menos dos casas fueron destruidas por las inundaciones. Las autoridades anunciaron que 230 personas estaban en refugios de emergencia. En el resort Sol Cayo Coco, al oeste, los huéspedes fueron removidos de las habitaciones del primer piso, y las lluvias intermitentes y ráfagas de vientos estaban presentes incluso en la capital La Habana, a casi 560 millas (900 kilómetros) de distancia.